# Dmitri Iazov
Dmitry Timofeyevich Yazov (Rusă: Дми́трий Тимофе́евич Я́зов; 8 Noiembrie 1924 – 25 Februarie 2020) a fost ultimul Mareșal al Uniunii Sovietice, promovat la data de 28 Aprilie 1990, acesta a fost singurul Mareșal născut în Siberia. Fiind veteran al celui de Al Doilea Război Mondial, Yazov a servit ca Ministrul Apărării din 1987 până în 1991, când a fost arestat pentru contribuția sa la Lovitura de stat din August, patru luni înainte de căderea Uniunii Sovietice.